# Liste des cours d'eau de la Charente
Pour un article plus général, voir Réseau hydrographique de la Charente.

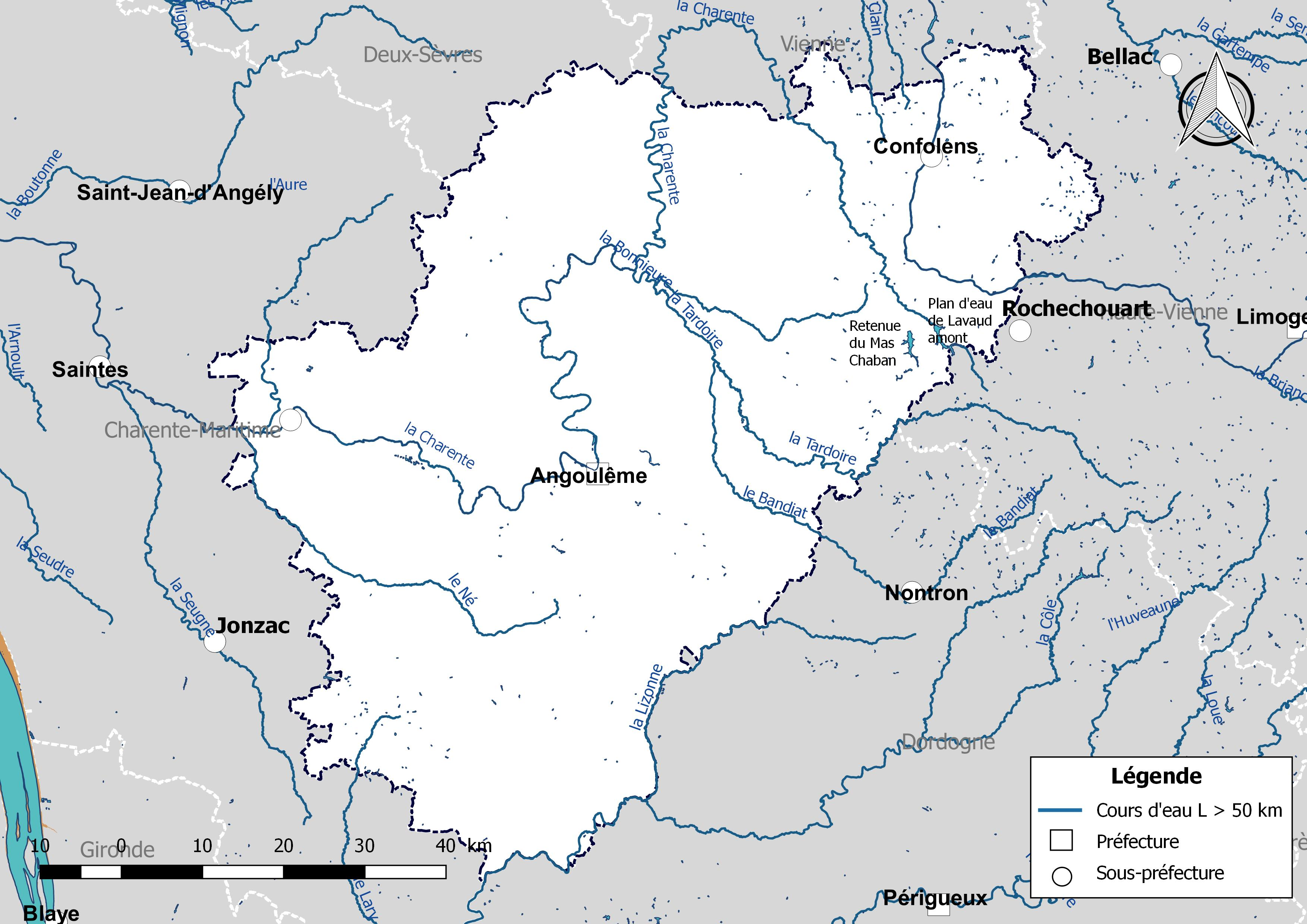
Carte des cours d'eau de longueur supérieure à 50 km de la Charente.

La liste des cours d'eau de la Charente présente les principaux cours d'eau , de longueur supérieure à 10 km, traversant pour tout ou partie le territoire du département français de la Charente dans la région Nouvelle-Aquitaine.
Les cours d'eau sont ordonnés selon leur origine naturelle (fleuve, rivières ou ruisseaux) ou artificielle (canaux). Pour chacun d'entre eux sont précisés : sa classe, sa longueur totale, le cours d'eau dans lequel il se jette (confluence), le bassin collecteur auquel il appartient, le nombre de départements et de communes traversés et le nom des communes qu'il irrigue dans le département de la Charente.

## Réseau hydrographique de la Charente
Le réseau hydrographique de la Dordogne est constitué de plus de 2 000 km de cours d'eau. 

### Bassins
En France, la gestion de l’eau, soumise à une législation nationale et à des directives européennes, se décline par bassin hydrographique, au nombre de sept en France métropolitaine, échelle cohérente écologiquement et adaptée à une gestion des ressources en eau. Le département de la Charente dépend de deux bassins : le bassin Adour-Garonne et le bassin Loire-Bretagne qui sont à la fois des circonscriptions administratives de bassin, territoires de gestion dont les limites sont des limites communales, et des bassins hydrographiques, territoires hydrographiques dont les limites sont des lignes de partage des eaux.

#### Découpage hydrographique
Les bassins hydrographiques sont découpés dans le référentiel national BD Carthage en éléments de plus en plus fins, emboîtés selon quatre niveaux : régions hydrographiques, secteurs, sous-secteurs et zones hydrographiques. Le département est partagé en trois régions hydrographiques : les bassins de la Charente et de la Dordogne, dans le bassin Adour-Garonne, et la Loire de la Vienne à la Maine dans le bassin Loire-Bretagne. Par ailleurs il comprend 11 secteurs hydrographiques. Un découpage en unités hydrographiques de référence (UHR), spécifique au schéma directeur d'aménagement et de gestion des eaux (Sdage) du bassin Adour-Garonne, a en outre été défini. Chaque UHR correspond à un regroupement cohérent de secteurs et sous-secteurs hydrographiques.
Le bassin de la Charente est le plus petit bassin versant d’Adour-Garonne (10 549 km2). Occupant la majeure partie du territoire départemental, il est drainé par la Charente, la Tardoire et le Né ainsi que leurs affluents respectifs. Il est découpé en trois unité géographiques de référence : Charente amont, Charente aval et Touvre Tardoire La Rochefoucauld.
Le bassin de la Dordogne est le second plus grand bassin versant d’Adour-Garonne (24 000 km2), après celui de la Garonne. Il concerne la partie sud du département et comprend deux UHR : la Dronne, drainée par la Dronne et la Lizonne, et l'extrémité nord de la Dordogne Atlantique drainée par le Lary.
La région hydrographique "la Loire de la Maine à la Vienne" occupe la partie nord-est du département. Elle est drainée par la Vienne et ses affluents, le Goire, la Combarlie, la Malicherie, la Courrière.

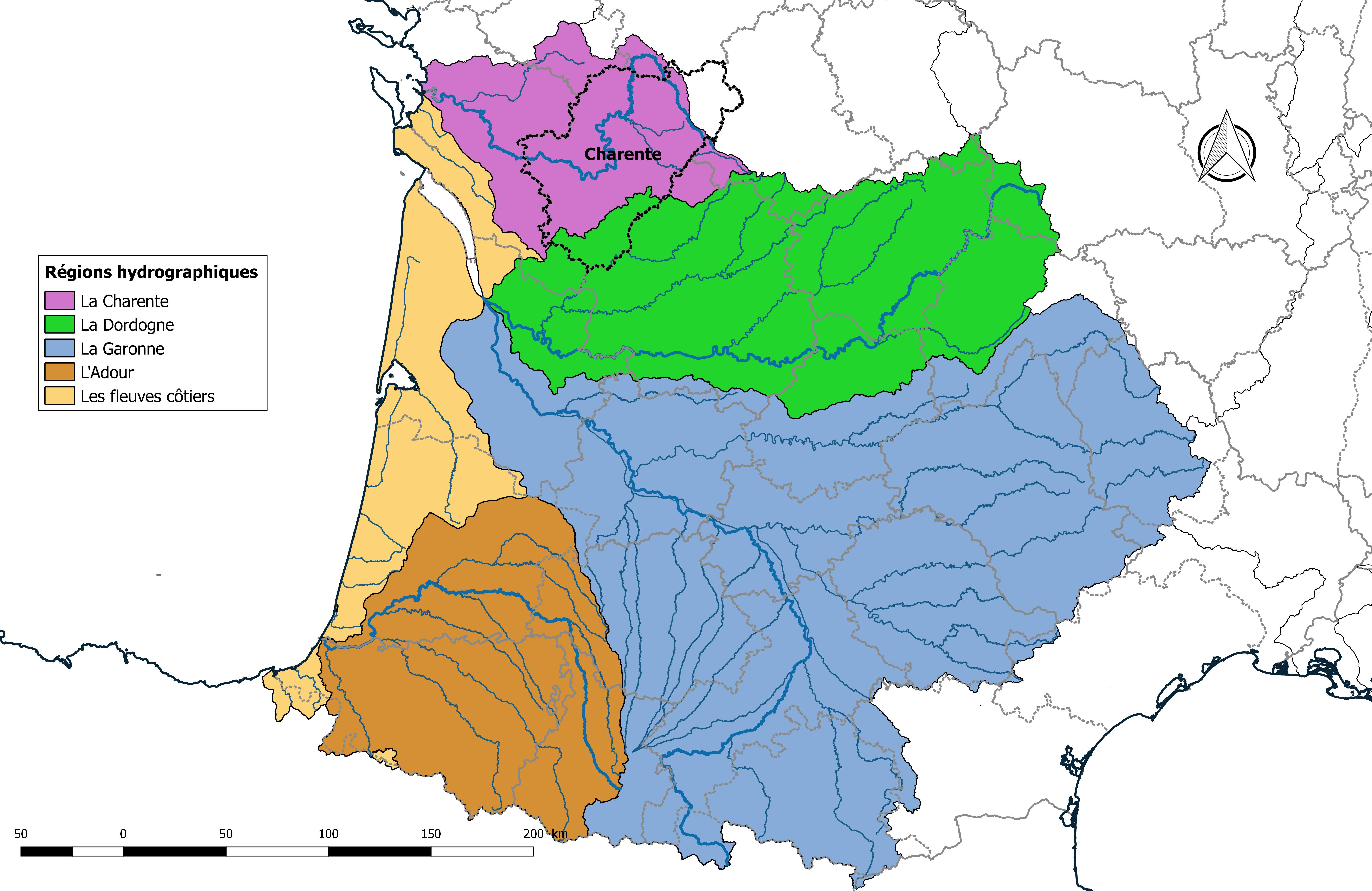
Le département de la Charente est situé pour la majeure partie de son territoire dans le bassin Adour-Garonne.
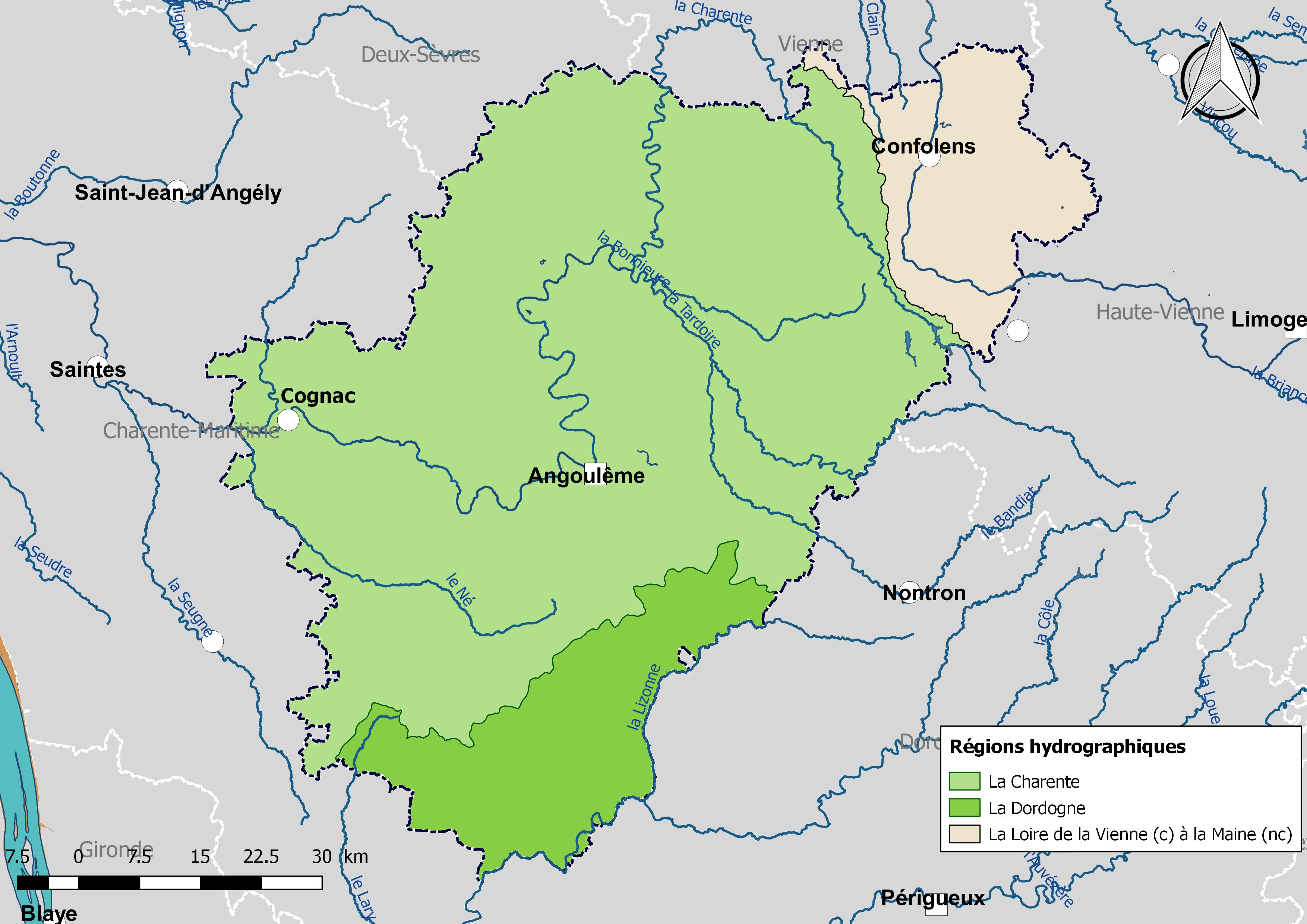
Trois régions hydrographiques drainent le département. Les limites sont les lignes de partage des eaux.
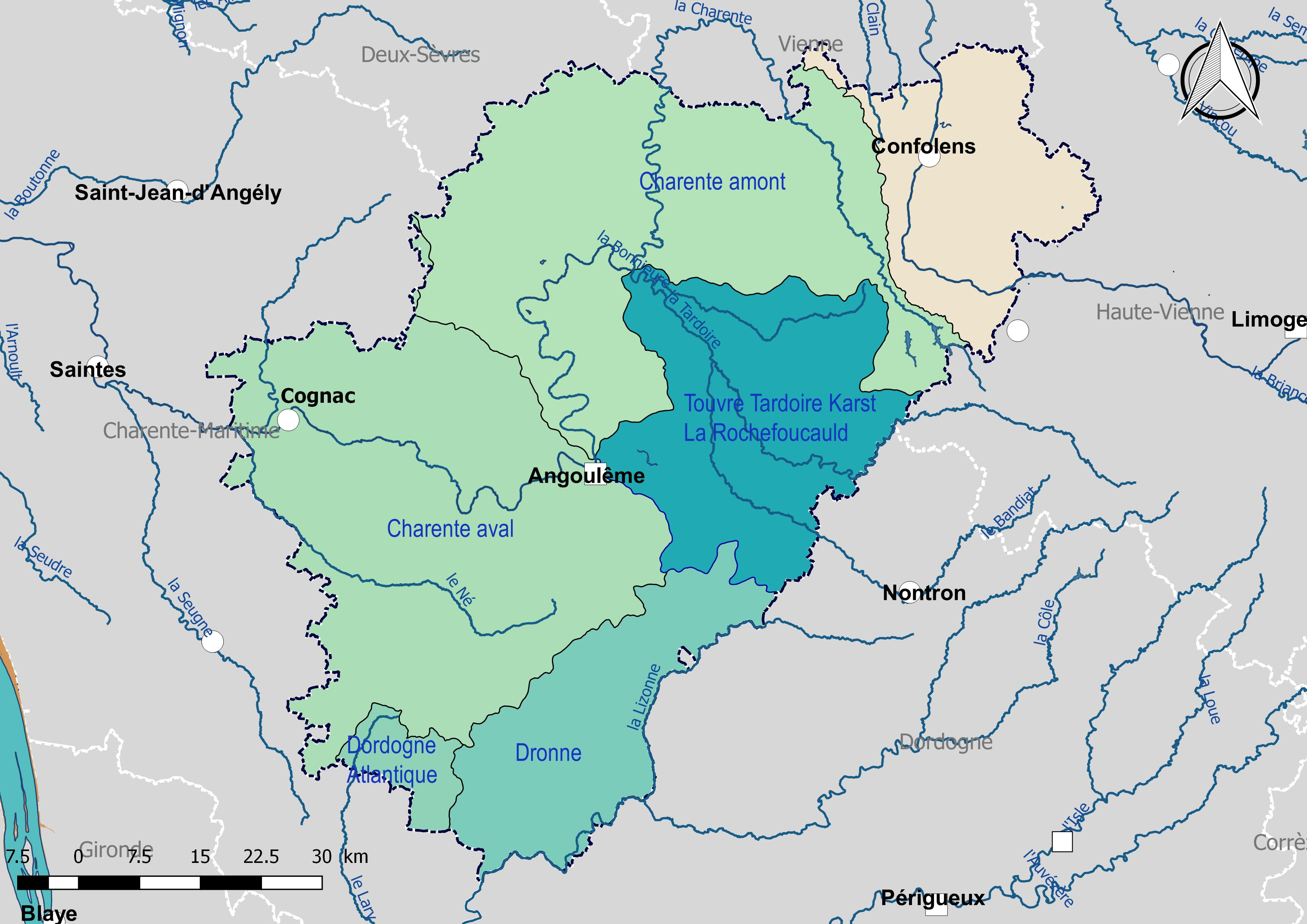
Découpage du département en unité hydrographiques de références (UHR).

#### Découpage administratif
Chaque circonscription de bassin, également appelée bassin Directive-cadre sur l'eau (bassin DCE), est découpée en sous-bassins administratifs, dénommés aussi sous-bassins DCE, qui constituent un niveau intermédiaire d’agrégation entre la masse d'eau et le bassin Directive-cadre de l'eau, à savoir le district hydrographique. La Charente comprend ainsi trois sous-bassins : les bassins de la Charente et de la Dordogne, dans le bassin Adour-Garonne, et la Loire de la Vienne à la Maine dans le bassin Loire-Bretagne.

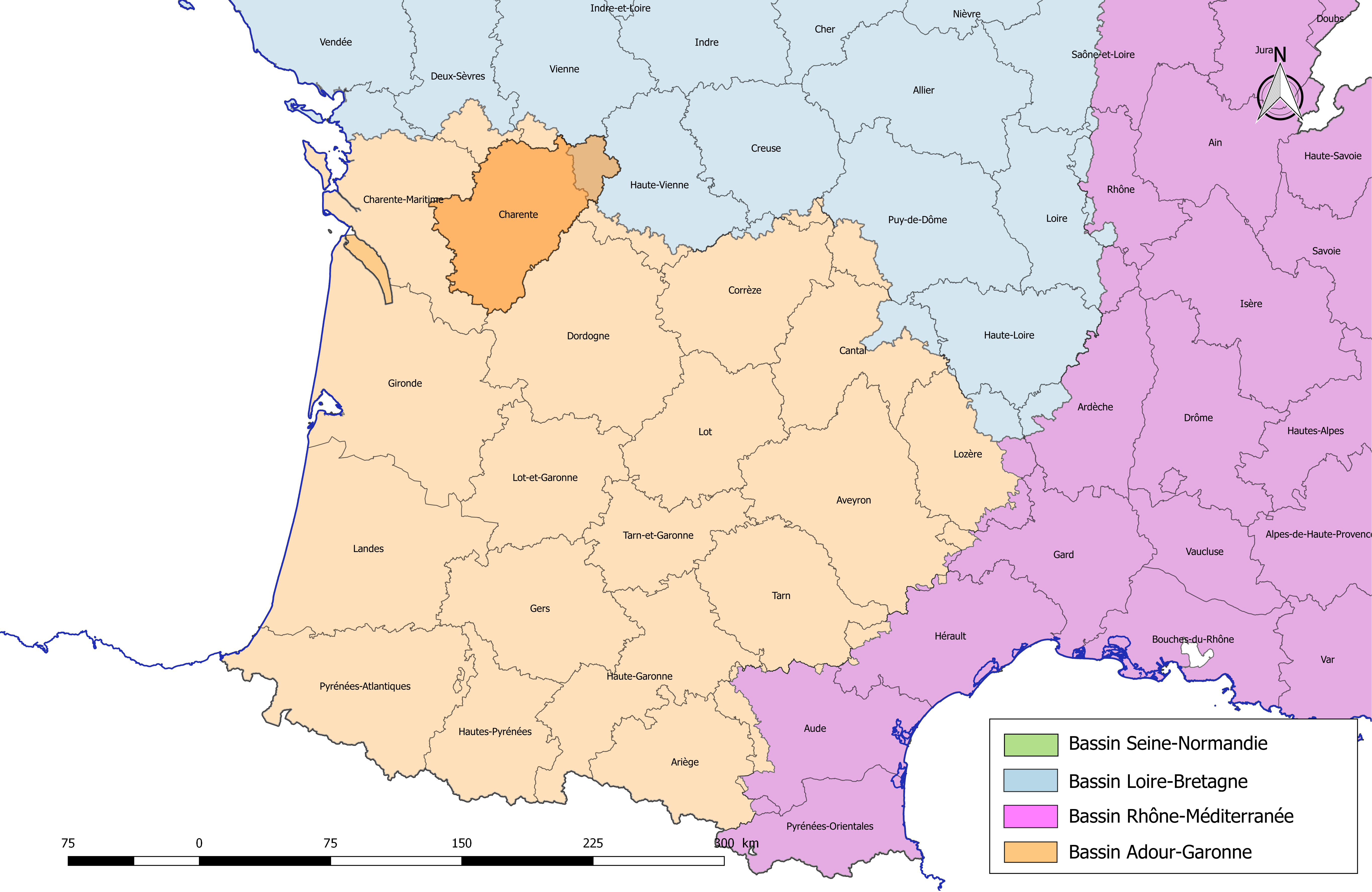
La Charente dépend de deux bassins administratifs DCE : Adour-Garonne et Loire-Bretagne.
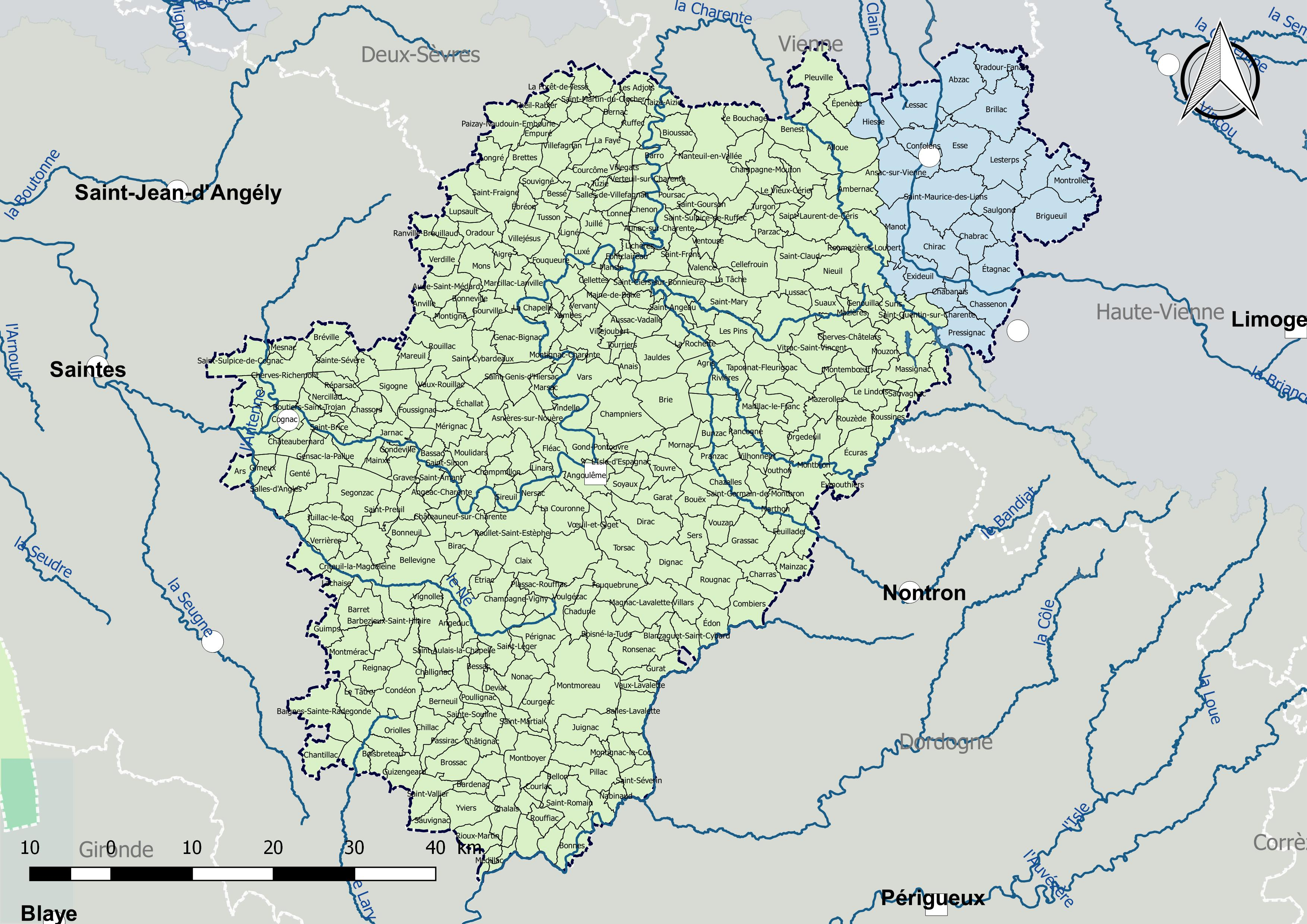
Découpage communal au 1er janvier 2017 et en bassins DCE du département : Adour-Garonne en vert amande, Loire-Bretagne en bleu clair.
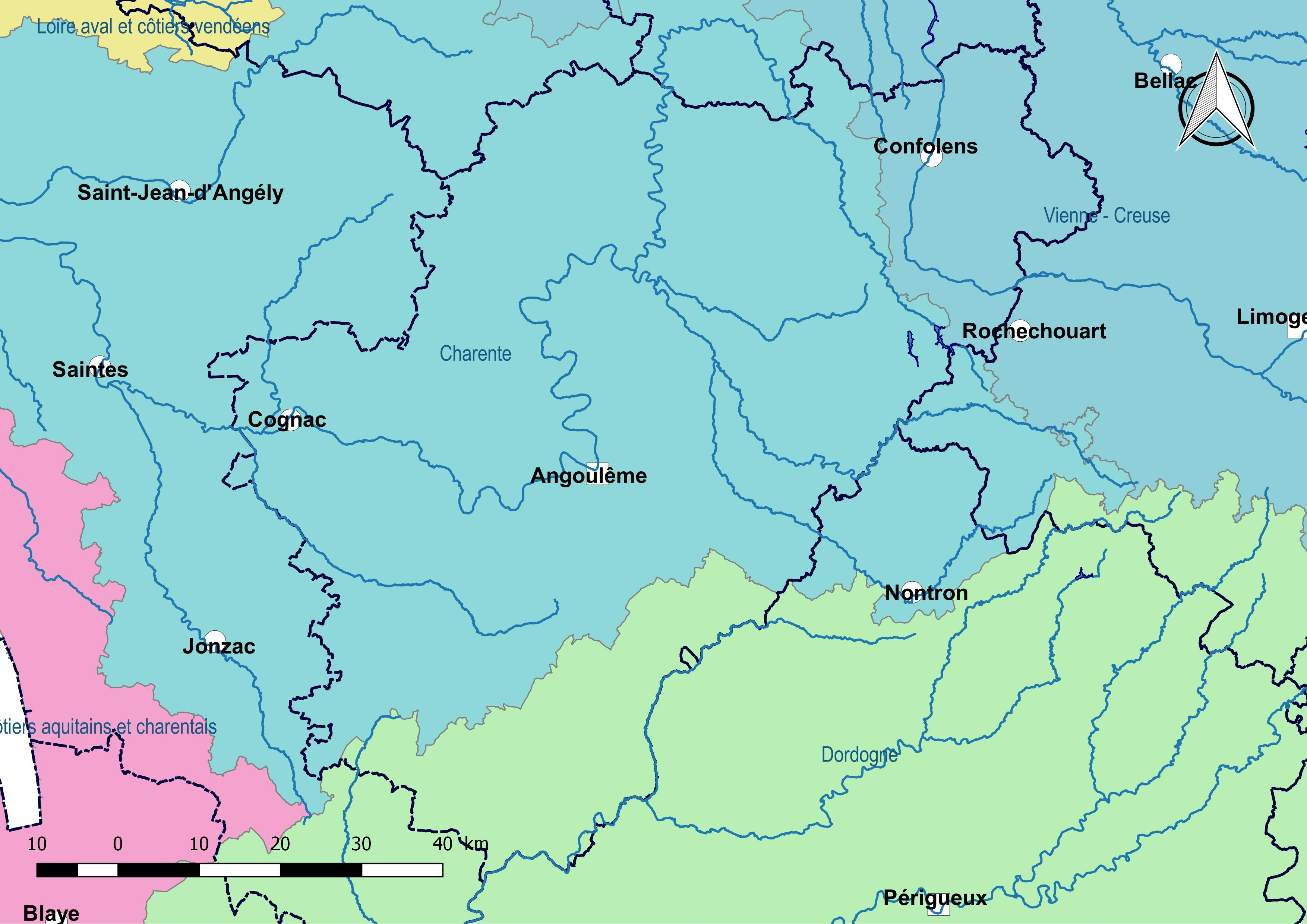
Sous-bassins DCE du département de la Charente. Les territoires sont ceux des régions hydrographiques, mais les limites sont les limites communales et non les lignes de partage des eaux.

## Cours d'eau naturels

### Définition
Jusqu'en 2016, aucun texte législatif ne définissait la notion de cours d’eau. Ce n'est qu'avec la loi du 8 août 2016 pour la reconquête de la biodiversité, de la nature et des paysages que cette lacune est comblée. L'article 118 de cette loi insère un nouvel article L. 215-7-1 dans le code de l'environnement précisant que « constitue un cours d'eau un écoulement d'eaux courantes dans un lit naturel à l'origine, alimenté par une source et présentant un débit suffisant la majeure partie de l'année. L'écoulement peut ne pas être permanent compte tenu des conditions hydrologiques et géologiques locales. ». Ainsi les deux principaux critères retenus sont :
- la présence et la permanence d’un lit naturel à l’origine, ce qui distingue les cours d’eau (artificialisés ou non) des fossés et canaux creusés par la main de l’homme ;
- la permanence d’un débit suffisant une majeure partie de l’année, critère qui doit être évalué en fonction des conditions climatiques et hydrologiques locales.

### Cours d'eau permanents de longueur supérieure ou égale à10km
La base de données Carthage est le référentiel du réseau hydrographique français. Cette base est réalisée à partir de la couche hydrographie de la base de données Carto enrichie par le ministère chargé de l'environnement et les agences de l'eau avec le découpage du territoire en zones hydrographiques d'une part et la codification de ces zones et du réseau hydrographique d'autre part. De cette base, il ressort que le réseau hydrographique de la Charente comprend 73 cours d'eau permanents de longueur supérieure à 10 km et dont le cours est en partie ou en totalité dans le département de la Charente.
Le référentiel national hiérarchise le réseau en sept classes selon l'importance décroissante des cours d'eau. Le tableau ci-après regroupe tous les cours d'eau irriguant pour tout ou partie du département et appartenant à l'une des classes 1 à 4. Pour chacune de ces classes les caractéristiques des cours d'eau sont les suivantes : 
- 1 : longueur supérieure à 100 km ou tout cours d’eau se jetant dans une embouchure logique[Note 1] et d'une longueur supérieure à 25 km ;
- 2 : longueur comprise entre 50 et 100 km ou tout cours d’eau se jetant dans une embouchure logique et d’une longueur supérieure à 10 km ;
- 3 : longueur comprise entre 25 et 50 km ;
- 4 : longueur comprise entre 10 et 25 km.

| Nom du cours d'eau            | Classe | Longueur totale en km | Confluence             | Bassin collecteur | Départements irrigués          | Communes irriguées | Communes irriguées | Communes irriguées |
| Nom du cours d'eau            | Classe | Longueur totale en km | Confluence             | Bassin collecteur | Départements irrigués          | Nb total           | Nb ds le dép.      | Communes du département |
| ----------------------------- | ------ | --------------------- | ---------------------- | ----------------- | ------------------------------ | ------------------ | ------------------ | --- |
| Anguienne                     | 4      | 13,4                  | la Charente            | la Charente       | 1 (16)                         | 4                  | 4                  | Angoulême, Dirac, Garat, Soyaux. |
| Antenne                       | 2      | 48,3                  | la Charente            | la Charente       | 2 (16, 17)                     | 15                 | 5                  | Cherves-Richemont, Cognac, Javrezac, Saint-Laurent-de-Cognac, Saint-Sulpice-de-Cognac. |
| Arce                          | 4      | 22,4                  | le Né                  | la Charente       | 1 (16)                         | 8                  | 8                  | Bessac, Chadurie, Blanzac-Porcheresse, Deviat, Nonac, Val des Vignes, Pérignac, Saint-Aulais-la-Chapelle. |
| Argence                       | 4      | 14,8                  | la Charente            | la Charente       | 1 (16)                         | 6                  | 6                  | Anais, Balzac, Champniers, Gond-Pontouvre, Jauldes, Saint-Yrieix-sur-Charente. |
| Argentonne                    | 4      | 10,9                  | la Tude                | la Dordogne       | 1 (16)                         | 5                  | 5                  | Bardenac, Chalais, Médillac, Rioux-Martin, Yviers. |
| Argent-Or                     | 3      | 28,9                  | la Charente            | la Charente       | 1 (16)                         | 7                  | 7                  | Champagne-Mouton, Nanteuil-en-Vallée, Poursac, Saint-Coutant, Saint-Georges, Saint-Laurent-de-Céris, Le Vieux-Cérier. |
| Aume                          | 3      | 32,2                  | la Charente            | la Charente       | 2 (16, 79)                     | 14                 | 9                  | Aigre, Ambérac, Brettes, Longré, Marcillac-Lanville, Oradour, Paizay-Naudouin-Embourie, Saint-Fraigne, Villejésus. |
| Auzonne                       | 4      | 13,3                  | la Dronne              | la Dordogne       | 1 (16)                         | 7                  | 7                  | Bors (canton de Tude-et-Lavalette), Juignac, Montignac-le-Coq, Nabinaud, Pillac, Saint-Séverin, Salles-Lavalette. |
| Bandiat                       | 2      | 91,2                  | la Tardoire            | la Charente       | 3 (16, 24, 87)                 | 22                 | 10                 | Agris, Bunzac, Chazelles, Feuillade, Marthon, Pranzac, Rivières, Saint-Germain-de-Montbron, Saint-Projet-Saint-Constant, Souffrignac. |
| Beau                          | 4      | 22,4                  | le Né                  | la Charente       | 1 (16)                         | 8                  | 8                  | Berneuil, Challignac, Chillac, Condéon, Saint-Bonnet, Saint-Médard, Salles-de-Barbezieux, Vignolles. |
| Belle                         | 4      | 15,6                  | la Lizonne             | la Dordogne       | 2 (16, 24)                     | 6                  | 1                  | Combiers. |
| Bellonne                      | 4      | 31,7                  | la Touvre              | la Charente       | 1 (16)                         | 8                  | 8                  | Mazerolles, Mornac, Rivières, Saint-Adjutory, Saint-Projet-Saint-Constant, Taponnat-Fleurignac, Touvre, Yvrac-et-Malleyrand. |
| Blourde                       | 3      | 46,5                  | la Vienne              | la Loire          | 2 (16, 86)                     | 11                 | 2                  | Brillac, Oradour-Fanais. |
| Boëme                         | 4      | 23,1                  | la Charente            | la Charente       | 1 (16)                         | 6                  | 6                  | Chadurie, La Couronne, Mouthiers-sur-Boëme, Nersac, Sireuil, Voulgézac. |
| Bonnieure                     | 1      | 46,8                  | la Charente            | la Charente       | 1 (16)                         | 15                 | 15                 | Chasseneuil-sur-Bonnieure, Cherves-Châtelars, Genouillac, Roumazières-Loubert, Mazières, Mouton, Les Pins, Puyréaux, Saint-Amant-de-Bonnieure, Saint-Angeau, Saint-Ciers-sur-Bonnieure, Sainte-Colombe, Saint-Mary, Suaux, Vitrac-Saint-Vincent. |
| Charente                      | 1      | 381,4                 | Golfe de Gascogne      | la Charente       | 4 (16, 17, 86, 87)             | 117                | 74                 | Alloue, Ambérac, Ambernac, Angeac-Charente, Angoulême, Aunac-sur-Charente, Balzac, Barro, Bassac, Benest, Bioussac, Bourg-Charente, Boutiers-Saint-Trojan, Cellettes, Champmillon, La Chapelle, Châteaubernard, Châteauneuf-sur-Charente, Chenon, Cognac, Condac, Fléac, Fontclaireau, Fontenille, Fouqueure, Genac-Bignac, Gensac-la-Pallue, Gondeville, Jarnac, Lésignac-Durand, Lichères, Linars, Roumazières-Loubert, Luxé, Mainxe, Mansle, Marcillac-Lanville, Marsac, Massignac, Merpins, Montignac-Charente, Mosnac, Mouton, Moutonneau, Nersac, La Péruse, Poursac, Pressignac, Puyréaux, Roullet-Saint-Estèphe, Graves-Saint-Amant, Saint-Brice, Saint-Genis-d'Hiersac, Saint-Groux, Saint-Laurent-de-Céris, Saint-Laurent-de-Cognac, Saint-Même-les-Carrières, Saint-Michel, Saint-Quentin-sur-Charente, Saint-Simeux, Saint-Simon, Saint-Yrieix-sur-Charente, Sireuil, Suris, Taizé-Aizie, Triac-Lautrait, Trois-Palis, Vars, Verneuil, Verteuil-sur-Charente, Vibrac, Villognon, Vindelle, Vouharte. |
| Charreau                      | 4      | 17,4                  | la Charente            | la Charente       | 1 (16)                         | 5                  | 5                  | La Couronne, Mouthiers-sur-Boëme, Saint-Michel, Torsac, Voeuil-et-Giget. |
| Clain                         | 1      | 144,3                 | la Vienne              | la Loire          | 2 (16, 86)                     | 33                 | 3                  | Alloue, Épenède, Hiesse. |
| Clouère                       | 2      | 76,3                  | la Clain               | la Loire          | 2 (16, 86)                     | 13                 | 1                  | Lessac. |
| Collinaud                     | 4      | 14,3                  | le Né                  | la Charente       | 1 (16)                         | 5                  | 5                  | Ambleville, Bonneuil, Criteuil-la-Magdeleine, Lignières-Sonneville, Verrières. |
| Combarlie                     | 4      | 11,9                  | la Goire               | la Loire          | 1 (16)                         | 3                  | 3                  | Brigueuil, Chabrac, Saulgond. |
| Courrière                     | 4      | 13,1                  | l'Issoire              | la Loire          | 1 (16)                         | 4                  | 4                  | Brillac, Esse, Lesterps, Saint-Christophe. |
| Dronne                        | 1      | 200,6                 | l'Isle                 | la Dordogne       | 5 (16, 17, 24, 33, 87)         | 52                 | 9                  | Aubeterre-sur-Dronne, Bazac, Bonnes, Les Essards, Laprade, Médillac, Nabinaud, Saint-Quentin-de-Chalais, Saint-Séverin. |
| Échelle                       | 4      | 16                    | la Touvre              | la Charente       | 1 (16)                         | 5                  | 5                  | Bouëx, Dignac, Garat, Sers, Touvre. |
| Écly                          | 4      | 12,6                  | le Né                  | la Charente       | 1 (16)                         | 5                  | 5                  | Champagne-Vigny, Étriac, Val des Vignes, Ladiville,Plassac-Rouffiac. |
| Goire                         | 3      | 28,7                  | la Vienne              | la Loire          | 2 (16, 87)                     | 7                  | 6                  | Brigueuil, Chabrac, Confolens, Esse, Saint-Maurice-des-Lions, Saulgond. |
| Gorre                         | 3      | 39,2                  | la Vienne              | la Loire          | 2 (16, 87)                     | 10                 | 1                  | Étagnac. |
| Graine                        | 3      | 26,6                  | la Vienne              | la Loire          | 2 (16, 87)                     | 7                  | 3                  | Chabanais, Chassenon, Pressignac. |
| Guirlande                     | 4      | 15,2                  | la Charente            | la Charente       | 1 (16)                         | 6                  | 6                  | Bassac, Fleurac, Mérignac, Saint-Même-les-Carrières, Saint-Simon, Vaux-Rouillac. |
| Issoire                       | 3      | 45,7                  | la Vienne              | la Loire          | 2 (16, 87)                     | 8                  | 4                  | Brillac, Confolens, Esse, Lessac. |
| Lary                          | 2      | 53,7                  | l'Isle                 | la Dordogne       | 3 (16, 17, 33)                 | 18                 | 5                  | Boisbreteau, Bors (canton de Charente-Sud), Condéon, Oriolles, Touvérac. |
| Eaux Claires                  | 4      | 13,7                  | la Charente            | la Charente       | 1 (16)                         | 7                  | 7                  | Angoulême, La Couronne, Dirac, Puymoyen, Saint-Michel, Torsac, Voeuil-et-Giget. |
| Ligonne                       | 4      | 10,2                  | la Tardoire            | la Charente       | 1 (16)                         | 3                  | 3                  | Marillac-le-Franc, La Rochefoucauld, Yvrac-et-Malleyrand. |
| Lizonne                       | 4      | 15,7                  | la Charente            | la Charente       | 1 (16)                         | 4                  | 4                  | Bioussac, Le Bouchage, Nanteuil-en-Vallée, Taizé-Aizie. |
| Lizonne                       | 2      | 60,5                  | la Dronne              | la Dordogne       | 2 (16, 24)                     | 24                 | 8                  | Blanzaguet-Saint-Cybard, Combiers, Édon, Gurat, Palluaud, Saint-Séverin, Salles-Lavalette, Vaux-Lavalette. |
| Malicherie                    | 4      | 11                    | la Goire               | la Loire          | 1 (16)                         | 3                  | 3                  | Chabrac, Étagnac, Saint-Maurice-des-Lions. |
| Marchadaine                   | 4      | 21,4                  | l'Issoire              | la Loire          | 2 (16, 87)                     | 5                  | 4                  | Brillac, Lesterps, Montrollet, Saint-Christophe. |
| Maury                         | 4      | 24,1                  | le Né                  | la Charente       | 1 (16)                         | 12                 | 12                 | Angeduc, Berneuil, Brie-sous-Barbezieux, Brossac, Challignac, Châtignac, Chillac, Ladiville, Passirac, Saint-Aulais-la-Chapelle, Saint-Bonnet, Val des Vignes. |
| Maury                         | 4      | 12,8                  | le Payroux             | la Loire          | 2 (16, 86)                     | 2                  | 1                  | Pleuville. |
| Moulde                        | 4      | 18,1                  | la Charente            | la Charente       | 1 (16)                         | 4                  | 4                  | Lésignac-Durand, Le Lindois, Massignac, Suris. |
| Né                            | 2      | 66,1                  | la Charente            | la Charente       | 2 (16, 17)                     | 27                 | 22                 | Ars, Barbezieux-Saint-Hilaire, Bécheresse, Bellevigne, Coteaux du Blanzacais, Criteuil-la-Magdeleine, Gimeux, Lachaise, Ladiville, Lagarde-sur-le-Né, Pérignac, Saint-Fort-sur-le-Né, Saint-Laurent-de-Cognac, Saint-Léger, Saint-Médard, Saint-Palais-du-Né, Salles-d'Angles, Val des Vignes, Verrières, Vignolles, Voulgézac. |
| Nouère                        | 3      | 25,8                  | la Charente            | la Charente       | 1 (16)                         | 7                  | 7                  | Asnières-sur-Nouère, Linars, Rouillac, Saint-Amant-de-Nouère, Saint-Cybardeaux, Saint-Genis-d'Hiersac, Saint-Saturnin. |
| Palais                        | 3      | 31,1                  | le Larry               | la Dordogne       | 2 (16, 17)                     | 10                 | 5                  | Brossac, Guizengeard, Passirac, Saint-Vallier, Sauvignac. |
| Payroux                       | 4      | 20,1                  | le Clain               | la Loire          | 2 (16, 86)                     | 4                  | 1                  | Pleuville. |
| Péruse                        | 4      | 23,9                  | la Charente            | la Charente       | 2 (16, 79)                     | 7                  | 6                  | Bernac, Condac, Londigny, Montjean, Ruffec, Saint-Martin-du-Clocher. |
| Pharaon                       | 4      | 18,9                  | la Seugne              | la Charente       | 2 (16, 17)                     | 7                  | 2                  | Baignes-Sainte-Radegonde, Touvérac. |
| Pimparade                     | 4      | 13,4                  | la Seugne              | la Charente       | 2 (16, 17)                     | 8                  | 1                  | Chantillac. |
| Poussonne                     | 4      | 10,4                  | le Palais              | la Dordogne       | 1 (16)                         | 3                  | 3                  | Brossac, Saint-Vallier, Sauvignac. |
| Rivaillon                     | 4      | 12,3                  | la Bonnieure           | la Charente       | 1 (16)                         | 3                  | 3                  | Chasseneuil-sur-Bonnieure, Montemboeuf, Vitrac-Saint-Vincent. |
| Rizonne                       | 3      | 26,7                  | la Dronne              | la Dordogne       | 2 (16, 24)                     | 10                 | 1                  | Bonnes. |
| Ruisseau de Condéon           | 4      | 14,6                  | le Beau                | la Charente       | 1 (16)                         | 5                  | 5                  | Barbezieux-Saint-Hilaire, Condéon, Reignac, Saint-Bonnet, Salles-de-Barbezieux. |
| Ruisseau de la Couture        | 4      | 24,5                  | l'Aume                 | la Charente       | 2 (16, 79)                     | 9                  | 6                  | Aigre, Les Gours, Lupsault, Oradour, Saint-Fraigne, Villejésus. |
| Ruisseau de Montizon          | 4      | 10,2                  | la Tardoire            | la Charente       | 2 (16, 24)                     | 4                  | 3                  | Le Lindois, Roussines, Rouzède. |
| Ruisseau des Bourgons         | 4      | 10,2                  | la Son-Sonette         | la Charente       | 1 (16)                         | 4                  | 4                  | Cellefrouin, La Tâche, Valence, Ventouse. |
| Ruisseau du Bief              | 4      | 22,8                  | la Charente            | la Charente       | 1 (16)                         | 9                  | 9                  | Charmé, Courcôme, Empuré, Juillé, Ligné, Luxé, Salles-de-Villefagnan, Tuzie, Villefagnan. |
| Ruisseau du Gouffre des Loges | 4      | 13,7                  | Ruisseau de la Couture | la Charente       | 2 (16, 17)                     | 5                  | 3                  | Les Gours, Lupsault, Saint-Fraigne. |
| Ruisseau Gourdine             | 4      | 11,3                  | le Beau                | la Charente       | 1 (16)                         | 6                  | 6                  | Berneuil, Challignac, Chillac, Condéon, Oriolles, Salles-de-Barbezieux. |
| Ruisseau l'Auge               | 4      | 14,8                  | Bras de la Charente    | la Charente       | 1 (16)                         | 7                  | 7                  | Anville, Bonneville, Gourville, Marcillac-Lanville, Mons, Montigné, Auge-Saint-Médard. |
| Ruisseau le Lariat            | 4      | 13,9                  | le Pharaon             | la Charente       | 2 (16, 17)                     | 4                  | 1                  | Baignes-Sainte-Radegonde. |
| Sauvanie                      | 4      | 14,4                  | la Lizonne             | la Dordogne       | 2 (16, 24)                     | 8                  | 1                  | Saint-Séverin. |
| Soloire                       | 3      | 34,9                  | la Charente            | la Charente       | 2 (16, 17)                     | 13                 | 7                  | Boutiers-Saint-Trojan, Bréville, Châteaubernard, Nercillac, Réparsac, Saint-Brice, Sainte-Sévère. |
| Sonnette                      | 4      | 22,2                  | la Son-Sonnette        | la Charente       | 1 (16)                         | 7                  | 7                  | Beaulieu-sur-Sonnette, Cellefrouin, Le Grand-Madieu, Parzac, Saint-Claud, Saint-Laurent-de-Céris, Ventouse. |
| Son-Sonnette                  | 3      | 35,1                  | la Charente            | la Charente       | 1 (16)                         | 9                  | 9                  | Cellefrouin, Lichères, Roumazières-Loubert, Mouton, Nieuil, Saint-Claud, Saint-Front, Valence, Ventouse. |
| Tardoire                      | 1      | 113,4                 | la Bonnieure           | la Charente       | 3 (16, 24, 87)                 | 30                 | 17                 | Agris, Coulgens, Écuras, Eymouthiers, Montbron, Puyréaux, Rancogne, Rivières, La Rochefoucauld, La Rochette, Roussines, Saint-Angeau, Saint-Ciers-sur-Bonnieure, Saint-Projet-Saint-Constant, Saint-Sornin, Vilhonneur, Vouthon. |
| Tâtre                         | 4      | 20,1                  | le Trèfle              | la Charente       | 2 (16, 17)                     | 9                  | 4                  | Baignes-Sainte-Radegonde, Montmérac, Le Tâtre, Touvérac. |
| Tiarde                        | 4      | 10,9                  | la Son-Sonnette        | la Charente       | 1 (16)                         | 6                  | 6                  | Aunac-sur-Charente, Couture, Mouton, Saint-Front, Saint-Gourson, Saint-Sulpice-de-Ruffec. |
| Tourtrat                      | 4      | 13,5                  | la Soloire             | la Charente       | 2 (16, 17)                     | 6                  | 5                  | Courbillac, Houlette, Nercillac, Réparsac, Sigogne. |
| Touvre                        | 4      | 11,7                  | la Charente            | la Charente       | 1 (16)                         | 5                  | 5                  | Gond-Pontouvre, Magnac-sur-Touvre, Ruelle-sur-Touvre, Saint-Yrieix-sur-Charente, Touvre. |
| Transon                       | 4      | 22,4                  | la Charente            | la Charente       | 2 (16, 86)                     | 4                  | 3                  | Alloue, Épenède, Pleuville. |
| Trèfle                        | 3      | 47,3                  | la Seugne              | la Charente       | 2 (16, 17)                     | 20                 | 6                  | Barbezieux-Saint-Hilaire, Barret, Condéon, Guimps, Montmérac, Reignac. |
| Tude                          | 3      | 43,3                  | la Dronne              | la Dordogne       | 1 (16)                         | 13                 | 13                 | Bazac, Bellon, Bors (canton de Tude-et-Lavalette), Chalais, Boisné-La Tude, Courlac, Juignac, Médillac, Montboyer, Montmoreau, Orival, Rioux-Martin, Saint-Avit. |
| Vienne                        | 1      | 363.2                 | la Loire               | la Loire          | 7 (16, 19, 23, 37, 49, 86, 87) | 95                 | 11                 | Abzac, Ansac-sur-Vienne, Chabanais, Chirac, Confolens, Esse, Étagnac, Exideuil, Lessac, Manot, Saint-Maurice-des-Lions. |
| Viveronne                     | 4      | 11,5                  | la Tude                | la Dordogne       | 1 (16)                         | 5                  | 5                  | Bardenac, Brie-sous-Chalais, Brossac, Chalais, Curac. |

### Autres cours d'eau

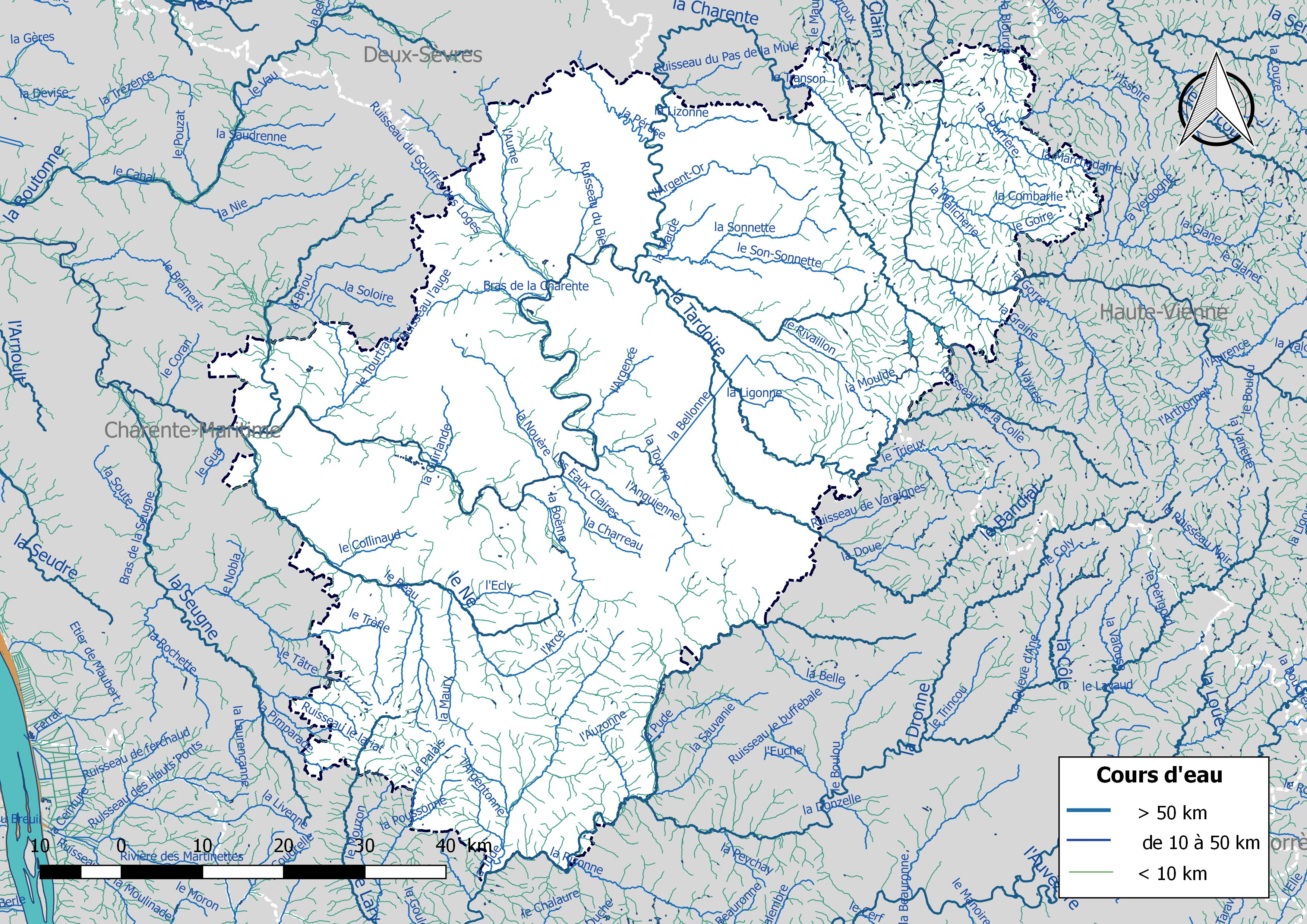
Carte de l'ensemble du réseau hydrographique de la Charente.

Près de 2 000 cours d'eau sont recensés en 2014 dans le référentiel national BD Carthage sur le territoire départemental du Cantal, y compris les 73 de longueur supérieure à 10 km déjà listés ci-dessus.
En lien avec la loi pour la reconquête de la biodiversité, de la nature et des paysages, publiée au Journal officiel du 9 août 2016, définissant la notion de cours d’eau, une instruction du gouvernement du 3 juin 2015 demande aux services d’État de mettre en place une cartographie du réseau hydrographique dans chaque département, afin de permettre aux riverains concernés de distinguer facilement les cours d’eau des fossés, non soumis aux mêmes règles : une intervention sur un cours d’eau allant au-delà de l’entretien courant ne peut en effet se faire que dans le cadre d’une déclaration ou autorisation « loi sur l’eau ». Concernant la Charente, un comité de pilotage regroupant l'ensemble des partenaires et intervenants sur l'eau a été mis en place le 29 juin 2015. Un groupe technique a été créé (DDT, ONEMA, SIAH) afin de rassembler l'ensemble des informations (superposition des différentes cartes disponibles). Une carte statique de repérage des cours d'eau est disponible depuis 2016. Une cartographie interactive est disponible sur le SIGORE, le portail cartographique de l'environnement en région Nouvelle-Aquitaine.

## Canaux
Aucun canal ne traverse le territoire du département.